# Laghi

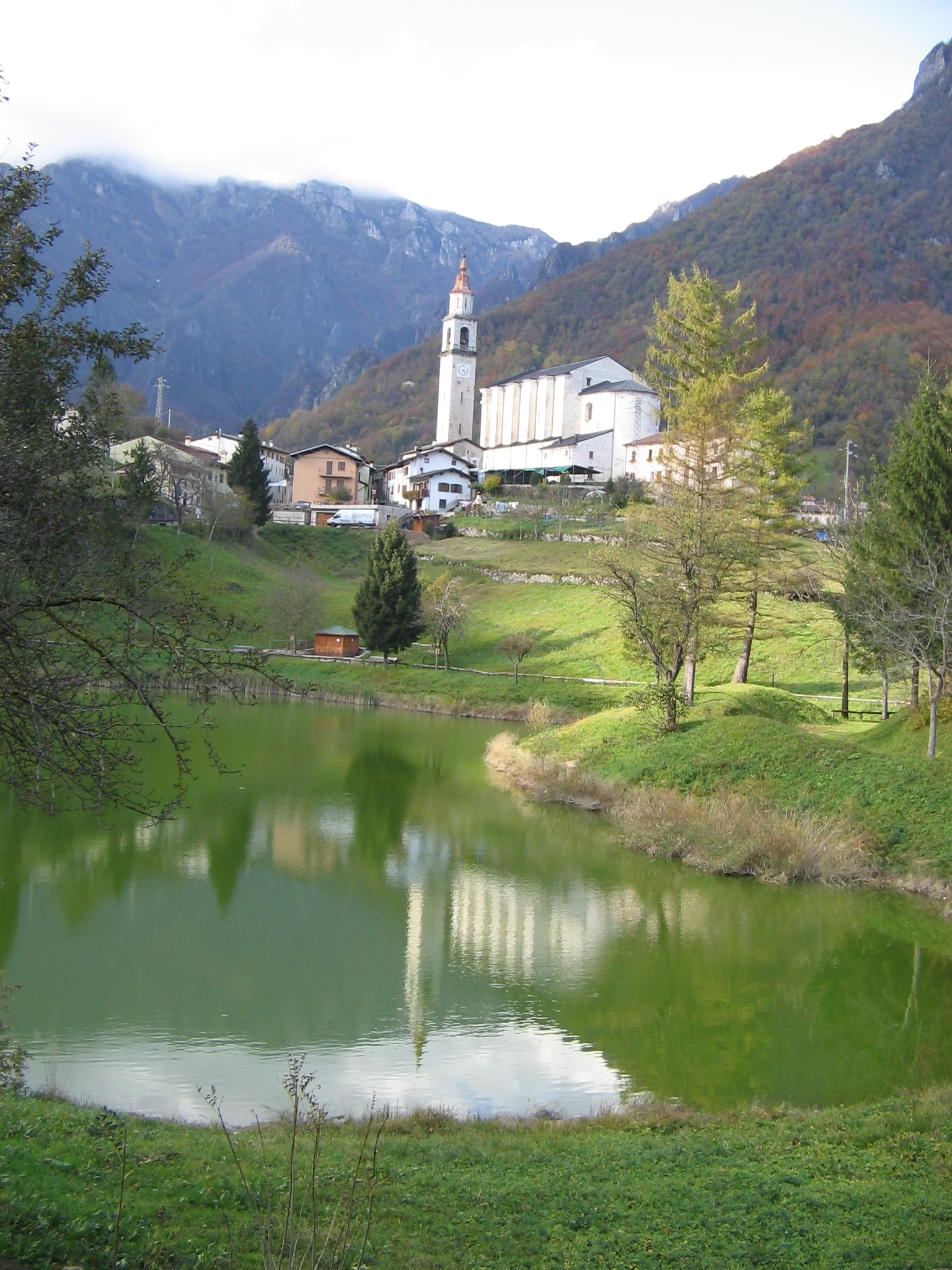
Blick auf Laghi

Laghi ist eine nordostitalienische Gemeinde (comune) mit 127 Einwohnern (Stand 31. Dezember 2023) in der Provinz Vicenza in Venetien. Die Gemeinde liegt etwa 37,5 Kilometer nordnordwestlich von Vicenza und grenzt an das Trentino.